# Jerzy Pączkowski
Jerzy Pączkowski (ur. 26 listopada 1946 w Mrocznie, zm. 9 maja 2010 w Bydgoszczy) – profesor doktor habilitowany nauk chemicznych, specjalista chemii fizycznej. Współtwórca polskiej szkoły fotochemii polimerów.

## Kariera naukowa
- Uniwersytet Mikołaja Kopernika w Toruniu (magister chemii) – 1971.
- Uniwersytet Mikołaja Kopernika w Toruniu (doktor nauk chemicznych) – 1979 "Badanie czułości spektralnej epoksyestrów podstawionych pochodnych kwasu cynamonowego".
- Uniwersytet im. Adama Mickiewicza w Poznaniu (doktor habilitowany nauk chemicznych) – 1 stycznia 1990 r. "Monomeryczne i polimeryczne pochodne Różu bengalskiego. Synteza, fotochemia i charakterystyka spektroskopowa". (Staż naukowy w Centrum Badań Fotochemicznych Uniwersytetu Stanowego w Bowling Green w stanie Ohio (USA) oraz w Karolinska Intitutet w Sztokholmie).
- Tytuł profesora otrzymał 13 maja 1997 roku.

Po ukończeniu studiów w Toruniu podjął pracę naukową w Akademii Techniczno-Rolniczej w Bydgoszczy na Wydziale Technologii Chemicznej (od 1985 zmieniony na Wydział Technologii i Inżynierii Chemicznej), W trakcie kariery naukowej zajmował kolejno stanowiska asystenta i starszego asystenta (1971–1979), adiunkta (1979–1990), docenta (1990–1991), profesora nadzwyczajnego (1991–2000).
W 1991 roku został kierownikiem Katedry Fizykochemii i Technologii Związków Organicznych oraz Zakładu Chemii Fizycznej. W latach 1992–1993 był prodziekanem ds. nauki Wydziału Technologii i Inżynierii Chemicznej ATR, a latach 1993–1996 r. rektorem tejże uczelni.

## Członkostwo w stowarzyszeniach naukowych
- Polskie Towarzystwo Chemiczne,
- Amerykańskie Towarzystwo Chemiczne,
- Europejskie Towarzystwo Fotochemiczne (w latach 1994–1998 członek Europejskiego Komitetu Wykonawczego).
- Bydgoskie Towarzystwo Naukowe

## Osiągnięcia naukowe
Opublikował około 220 prac naukowych z zakresu chemii fizycznej i fotochemii w czasopismach krajowych i zagranicznych
oraz materiałach konferencyjnych. Wypromował 7 doktorów, recenzował 5 rozpraw doktorskich i 7 habilitacyjnych.
Za osiągnięcia naukowe został wyróżniony 4 indywidualnymi nagrodami Ministra Edukacji Narodowej oraz
doroczną nagrodą Polskiego Towarzystwa Chemicznego